# نخبگان قدرت
نخبگان قدرت (The Power Elite) کتابی است نوشتهٔ سی. رایت میلز (،۲۸ آگوست ۱۹۱۶–۲۰ مارس ۱۹۶۲) جامعه‌شناس آمریکایی در سال ۱۹۵۶. میلز در این کتاب تحلیل عمیقی از ساختار قدرت در ایالات متحده آمریکا که مرحله متاخری از سرمایه‌داری پیشرفته است ارائه می‌کند. او نخبه را چنین تعریف می‌کند: «این حلقه‌های سیاسی، اقتصادی، و نظامی که مجموعه پیچیده‌ای از گروه‌های منطبق برهم و کوچک اما غالب و مسلط هستند، در تصمیم‌گیری‌هایی شریکند که تاثیرشان دست‌کم در سطح ملی است.»